# Discografia de The Corrs
A discografia de The Corrs consiste em seis álbuns de estúdio, três compilações, um álbum de remix, três álbuns ao vivo, seis vídeos, e vinte e cinco compactos.
Formada em 1990, a banda irlandesa The Corrs, consiste nos irmãos Corrs: Andrea, Sharon, Caroline e Jim Corr, ganhando a atenção internacional após a performance nos Jogos Olímpicos de Verão de 1996 em Atlanta. Este foi seguido pelo primeiro álbum da banda Forgiven Not Forgotten, que foi produzido por David Foster.. Forgiven Not Forgotten, bem como seu sucessor, Talk on Corners, foram basicamente lançadas com canções do gênero folk-rock. Contudo, o terceiro álbum da banda, In Blue, avançou no sentido da integração do pop com o Sintetizador eletrônico
Em 2004, foi lançado o quarto álbum da banda, Borrowed Heaven, que retornara ao seu gênero musical original, o folk-rock, enquanto ainda coloca uma pesada ênfase na guitarra.. No ano seguinte a banda lança Home que incluiu músicas tradicionais irlandesas tomadas a partir do livro de músicas de sua falecida mãe em tributo a ela e em comemoração aos quinze anos de carreira. Desde 2006, a banda está separada, Sharon, Jim e Caroline estão criando seus filhos, e Andrea atualmente partiu para sua carreira solo Sharon Corr está gravando seu primeiro cd solo que deve ser lançado em 2009. Há rumores de que a banda se reunrá por volta de 2010 ou 2011, por causa de uma entrevista dada por sharon a um canal de tv em outubro de 2008.

## Álbuns

### Álbuns de estúdio
| Ano                                                               | Título                                                                               | Posições nas paradas musicais | Posições nas paradas musicais | Posições nas paradas musicais | Posições nas paradas musicais | Posições nas paradas musicais | Posições nas paradas musicais | Posições nas paradas musicais | Posições nas paradas musicais | Posições nas paradas musicais | Posições nas paradas musicais | Certificações                                                               |
| Ano                                                               | Título                                                                               | IRL                           | RU                            | FRA                           | SUI                           | ALE                           | EUA                           | AUS                           | NZL                           | BRA                           | POR                           | Certificações                                                               |
| ----------------------------------------------------------------- | ------------------------------------------------------------------------------------ | ----------------------------- | ----------------------------- | ----------------------------- | ----------------------------- | ----------------------------- | ----------------------------- | ----------------------------- | ----------------------------- | ----------------------------- | ----------------------------- | --------------------------------------------------------------------------- |
| 1995                                                              | Forgiven, Not Forgotten - Formatos: CD, download digital                             | 1                             | 2                             | 49                            | 37                            | 86                            | 131                           | 1                             | —                             | —                             | —                             | - Austrália: 9× Platina - Estados Unidos: Ouro - Reino Unido: Platina       |
| 1997                                                              | Talk on Corners - Lançamento: 28 de outubro de 1997 - Formatos: CD, download digital | 1                             | 1                             | 5                             | 15                            | 9                             | 72                            | 3                             | 1                             | —                             | —                             | - Austrália: 4× Platina - Estados Unidos: Ouro - Reino Unido: 9× Platina    |
| 2000                                                              | In Blue - Lançamento: 12 de setembro de 2000 - Formatos: CD, download digital        | 1                             | 1                             | 2                             | 1                             | 1                             | 21                            | 1                             | 2                             | —                             | —                             | - Austrália: 4× Platina - Estados Unidos: Platina - Reino Unido: 2× Platina |
| 2004                                                              | Borrowed Heaven - Lançamento: 31 de maio de 2004 - Formatos: CD, download digital    | 1                             | 2                             | 5                             | 3                             | 2                             | 51                            | 4                             | 8                             | 19                            | 13                            | - Reino Unido: Prata                                                        |
| 2005                                                              | Home - Lançamento: 26 de setembro de 2005 - Formatos: CD, download digital           | 1                             | 14                            | 5                             | 7                             | 12                            | —                             | 44                            | 37                            | —                             | 26                            | - Reino Unido: Prata - Irlanda: 2× Platina                                  |
| 2015                                                              | White Light - Lançamento: 27 de novembro de 2015 - Formatos: CD, download digital    | 10                            | 11                            | 25                            | 7                             | 11                            | —                             | 18                            | —                             | —                             | —                             | - Reino Unido: Prata - Irlanda: 2× Platina                                  |
| 2017                                                              | Jupiter Calling - Lançamento: 10 Novembro 2017 - Formatos: CD, download digital      | 20                            | 15                            | 52                            | 25                            | 42                            | __                            | 27                            | 4                             | __                            | 49                            |                                                                             |
| "—" denota álbuns lançados que não entraram nas paradas musicais. |                                                                                      |                               |                               |                               |                               |                               |                               |                               |                               |                               |                               |                                                                             |

White Light (álbum de The Corrs)

### Compilações
| Ano                                                               | Título | Posições nas paradas musicais | Posições nas paradas musicais | Posições nas paradas musicais | Posições nas paradas musicais | Posições nas paradas musicais | Posições nas paradas musicais | Posições nas paradas musicais | Posições nas paradas musicais | Posições nas paradas musicais | Posições nas paradas musicais | Certificações                                                     |
| Ano                                                               | Título | IRL                           | RU                            | FRA                           | SUI                           | ALE                           | EUA                           | AUS                           | NZL                           | BRA                           | POR                           | Certificações                                                     |
| ----------------------------------------------------------------- | --- | ----------------------------- | ----------------------------- | ----------------------------- | ----------------------------- | ----------------------------- | ----------------------------- | ----------------------------- | ----------------------------- | ----------------------------- | ----------------------------- | ----------------------------------------------------------------- |
| 2001                                                              | Best of The Corrs - Lançamento: 5 de novembro de 2001 - Formatos: CD, download digital                      | 25                            | 6                             | —                             | 6                             | 12                            | —                             | 2                             | 2                             | —                             | —                             | - Austrália: Platina - Irlanda: 5× Platina - Reino Unido: Platina |
| 2006                                                              | Dreams: The Ultimate Corrs Collection - Lançamento: 20 de novembro de 2006 - Formatos: CD, download digital | 24                            | 48                            | 74                            | 44                            | —                             | —                             | —                             | 33                            | —                             | 21                            | - Irlanda: Ouro                                                   |
| 2007                                                              | The Works - Lançamento: 25 de setembro de 2007 - Formatos: CD box set                                       | —                             | —                             |                               |                               |                               |                               |                               |                               |                               |                               |                                                                   |
| "—" denota álbuns lançados que não entraram nas paradas musicais. | |                               |                               |                               |                               |                               |                               |                               |                               |                               |                               |                                                                   |

### Álbuns ao vivo
| Ano                                                               | Título | Posições nas paradas musicais | Posições nas paradas musicais | Posições nas paradas musicais | Posições nas paradas musicais | Posições nas paradas musicais | Posições nas paradas musicais | Posições nas paradas musicais | Posições nas paradas musicais | Posições nas paradas musicais | Posições nas paradas musicais | Certificações                               |
| Ano                                                               | Título | IRL                           | RU                            | FRA                           | SUI                           | ALE                           | EUA                           | AUS                           | NZL                           | BRA                           | POR                           | Certificações                               |
| ----------------------------------------------------------------- | --- | ----------------------------- | ----------------------------- | ----------------------------- | ----------------------------- | ----------------------------- | ----------------------------- | ----------------------------- | ----------------------------- | ----------------------------- | ----------------------------- | ------------------------------------------- |
| 1997                                                              | The Corrs - Live - Lançamento: 25 de fevereiro de 1997 - Lançado somente no Japão - Formatos: CD                              |                               |                               |                               |                               |                               |                               |                               |                               |                               |                               |                                             |
| 1999                                                              | The Corrs Unplugged - Lançamento: 12 de novembro de 1999 - Formatos: CD, download digital                                     | 1                             | 7                             | 33                            | 29                            | 6                             | —                             | 14                            | —                             | —                             | —                             | - Austrália: Platina - Reino Unido: Platina |
| 2002                                                              | VH1 Presents: The Corrs, Live in Dublin - Lançamento: 12 de março de 2002 - Lançado somente nos Estados Unidos - Formatos: CD |                               |                               |                               |                               |                               | 52                            |                               |                               |                               |                               |                                             |
| "—" denota álbuns lançados que não entraram nas paradas musicais. | |                               |                               |                               |                               |                               |                               |                               |                               |                               |                               |                                             |

## Compactos
| Ano                                                                  | Título                                 | Posições nas paradas musicais | Posições nas paradas musicais | Posições nas paradas musicais | Posições nas paradas musicais | Posições nas paradas musicais | Posições nas paradas musicais | Posições nas paradas musicais | Posições nas paradas musicais | Posições nas paradas musicais | Posições nas paradas musicais | Posições nas paradas musicais | Álbum                                 |
| Ano                                                                  | Título                                 | IRL                           | RU                            | FRA                           | SUI                           | ALE                           | EUA                           | EUA AC                        | AUS                           | NZL                           | BRA                           | POR                           | Álbum                                 |
| -------------------------------------------------------------------- | -------------------------------------- | ----------------------------- | ----------------------------- | ----------------------------- | ----------------------------- | ----------------------------- | ----------------------------- | ----------------------------- | ----------------------------- | ----------------------------- | ----------------------------- | ----------------------------- | ------------------------------------- |
| 1995                                                                 | "Runaway"                              | 10                            | 49                            | —                             | 89                            | —                             | 68                            | 20                            | 10                            | 48                            | —                             | —                             | Forgiven, Not Forgotten               |
| 1995                                                                 | "Forgiven, Not Forgotten"              | 1                             | 155                           | —                             | —                             | —                             | —                             | —                             | 15                            | —                             | —                             | —                             | Forgiven, Not Forgotten               |
| 1995                                                                 | "The Right Time"                       | 3                             | 84                            | —                             | 76                            | —                             | —                             | —                             | 44                            | —                             | —                             | —                             | Forgiven, Not Forgotten               |
| 1996                                                                 | "Love to Love You"                     | —                             | 62                            | —                             | 87                            | —                             | —                             | —                             | 25                            | 46                            | —                             | —                             | Forgiven, Not Forgotten               |
| 1997                                                                 | "Closer"[A]                            |                               |                               |                               |                               |                               |                               |                               | —                             | —                             |                               |                               | Forgiven, Not Forgotten               |
| 1997                                                                 | "Only When I Sleep"                    | 10                            | 58                            | —                             | —                             | —                             | —                             | —                             | 34                            | —                             | —                             | —                             | Talk on Corners                       |
| 1997                                                                 | "I Never Loved You Anyway"             | —                             | 43                            | —                             | —                             | —                             | —                             | —                             | 31                            | —                             | —                             | —                             | Talk on Corners                       |
| 1998                                                                 | "What Can I Do"                        | 30                            | 53                            | —                             | 62                            | —                             | —                             | —                             | —                             | —                             | —                             | —                             | Talk on Corners                       |
| 1998                                                                 | "Dreams"                               | 6                             | 6                             | 52                            | 73                            | —                             | —                             | —                             | 47                            | —                             | —                             | —                             | Talk on Corners                       |
| 1998                                                                 | "What Can I Do" (Tin Tin Out remix)    | —                             | 3                             | —                             | —                             | —                             | —                             | —                             | —                             | —                             | —                             | —                             | Talk on Corners (edição especial)     |
| 1998                                                                 | "So Young" (K-Klass remix)             | 29                            | 6                             | 76                            | 80                            | —                             | —                             | —                             | —                             | —                             | —                             | —                             | Talk on Corners (edição especial)     |
| 1999                                                                 | "Runaway" (Tin Tin Out remix)          | —                             | 2                             | —                             | —                             | —                             | —                             | —                             | —                             | —                             | —                             | —                             | Talk on Corners (edição especial)     |
| 1999                                                                 | "Lifting Me"                           | —                             | —                             |                               |                               |                               |                               |                               |                               |                               |                               |                               | Best of The Corrs[F]                  |
| 1999                                                                 | "Radio"[B]                             | 20                            | 18                            | —                             | 64                            | 52                            |                               |                               | —                             | 19                            |                               |                               | The Corrs Unplugged                   |
| 2000                                                                 | "Old Town"[C]                          |                               |                               |                               |                               |                               |                               |                               |                               |                               |                               |                               | The Corrs Unplugged                   |
| 2000                                                                 | "Breathless"                           | 3                             | 1                             | 26                            | 19                            | 15                            | 34                            | 14                            | 7                             | 3                             | 65                            | —                             | In Blue                               |
| 2000                                                                 | "Irresistible"                         | 30                            | 20                            | 39                            | 68                            | 47                            | —                             | —                             | 27                            | 8                             | —                             | —                             | In Blue                               |
| 2001                                                                 | "Give Me a Reason"                     | —                             | 27                            | —                             | 100                           | 53                            | —                             | —                             | —                             | 13                            | —                             | —                             | In Blue                               |
| 2001                                                                 | "All the Love in the World" (remix)[D] | —                             | —                             | —                             | —                             | —                             | —                             | 24                            |                               |                               |                               |                               | Best of The Corrs                     |
| 2001                                                                 | "Would You Be Happier"                 | 26                            | 14                            | 61                            | 81                            | 36                            | —                             | 30                            | 47                            | 10                            | —                             | —                             | Best of The Corrs                     |
| 2004                                                                 | "Summer Sunshine"                      | 12                            | 6                             | —                             | 49                            | 32                            | —                             | 29                            | 13                            | 30                            | —                             | —                             | Borrowed Heaven                       |
| 2004                                                                 | "Angel"                                | 19                            | 16                            | —                             | 84                            | 53                            | —                             | —                             | —                             | 36                            | 73                            | —                             | Borrowed Heaven                       |
| 2004                                                                 | "Long Night"                           | —                             | 31                            | —                             | 40                            | —                             | —                             | —                             | —                             | 36                            | —                             | —                             | Borrowed Heaven                       |
| 2005                                                                 | "Moorlough Shore"[E]                   | —                             | —                             | —                             | —                             | —                             | —                             | —                             | —                             | —                             | —                             | —                             | Home                                  |
| 2005                                                                 | "Heart Like a Wheel"/"Old Town"        | 49                            | 68                            | —                             | —                             | —                             | —                             | —                             | —                             | —                             | —                             | —                             | Home                                  |
| 2006                                                                 | "Goodbye" (remix)[E]                   | 27                            | 108                           | —                             | —                             | —                             | —                             | —                             | —                             | —                             | —                             | —                             | Dreams: The Ultimate Corrs Collection |
| 2015                                                                 | "Bring on the Night"                   | —                             | —                             | —                             | —                             | —                             | —                             | —                             | —                             | —                             | —                             | —                             | White Light                           |
| 2016                                                                 | "I Do What I Like"                     | —                             | —                             | —                             | —                             | —                             | —                             | —                             | —                             | —                             | —                             | —                             | White Light                           |
| 2017                                                                 | "Son of Solomon"                       |                               |                               |                               |                               |                               |                               |                               |                               |                               |                               |                               | Jupiter Calling                       |
| 2017                                                                 | "SOS"                                  |                               |                               |                               |                               |                               |                               |                               |                               |                               |                               |                               | Jupiter Calling                       |
| "—" denota compactos lançados que não entraram nas paradas musicais. |                                        |                               |                               |                               |                               |                               |                               |                               |                               |                               |                               |                               |                                       |

Notas
- A ^ Lançado somente na Austrália e na Nova Zelândia.
- B ^ Lançado somente na América do Norte.
- C ^ Lançado somente em Singapura.
- D ^ Lançado somente na Europa continental, no Japão e na América do Norte.
- E ^ Lançado somente através do iTunes.
- F ^ Lançado numa promoção da Pepsi, foi lançado mais tarde em uma edição especial do álbum Best of The Corrs.

### Outros compactos
| Ano                                                                  | Título           | Artista        | Posições nas paradas musicais | Posições nas paradas musicais | Posições nas paradas musicais | Posições nas paradas musicais | Posições nas paradas musicais | Posições nas paradas musicais | Posições nas paradas musicais | Posições nas paradas musicais | Posições nas paradas musicais | Posições nas paradas musicais | Posições nas paradas musicais | Álbum          |
| Ano                                                                  | Título           | Artista        | IRL                           | RU                            | FRA                           | ALE                           | SUI                           | EUA                           | EUA AC                        | AUS                           | NZL                           | BRA                           | POR                           | Álbum          |
| -------------------------------------------------------------------- | ---------------- | -------------- | ----------------------------- | ----------------------------- | ----------------------------- | ----------------------------- | ----------------------------- | ----------------------------- | ----------------------------- | ----------------------------- | ----------------------------- | ----------------------------- | ----------------------------- | -------------- |
| 1999                                                                 | "I Know My Love" | The Chieftains | 22                            | 37                            | —                             | —                             | —                             | —                             | —                             | —                             | —                             | —                             | —                             | Tears of Stone |
| "—" denota compactos lançados que não entraram nas paradas musicais. |                  |                |                               |                               |                               |                               |                               |                               |                               |                               |                               |                               |                               |                |

## Trilhas sonoras
| Ano  | Canção                      | Filme/Série                   | Ref.   |
| ---- | --------------------------- | ----------------------------- | ------ |
| 1998 | "On My Father's Wings"      | Quest for Camelot Sing-Alongs | [ 34 ] |
| 1999 | "Intimacy"                  | Dawson's Creek                | [ 35 ] |
| 1999 | "So Young"                  | Mad Cows                      | [ 36 ] |
| 2000 | "So Young"                  | Where the Heart Is            | [ 37 ] |
| 2001 | "At Your Side"              | Say It Isn't So               |        |
| 2001 | "Breathless"                | The Sopranos                  | [ 38 ] |
| 2001 | "All the Love in the World" | America's Sweethearts         | [ 39 ] |
| 2005 | "Breathless"                | The Wedding Date              | [ 40 ] |
| 2007 | "At Your Side"              | The Holiday                   | [ 41 ] |

## Coletâneas diversas
| Ano  | Canção                      | Álbum                                    | Ref.   |
| ---- | --------------------------- | ---------------------------------------- | ------ |
| 2002 | "What Can I Do"             | The Very Best of MTV Unplugged           | [ 42 ] |
| 2004 | "Would You Be Happier"      | CG Vibes: Hear the Love, Spread the Love | [ 43 ] |
| 2005 | "Runaway"                   | O Melhor do Acústico Internacional 3     | [ 44 ] |
| 2006 | "All the Love in the World" | Chick Flicks                             | [ 45 ] |

## Vídeos
| Ano  | Título |
| ---- | --- |
| 1999 | The Corrs Live at the Royal Albert Hall - Lançamento: 14 de junho de 1999 - Gravadora: Warner Music Studio - Diretor: Janet Fraser-Cook                |
| 2000 | The Corrs Unplugged - Lançamento: 28 de fevereiro de 2000 - Gravadora: Warner Music Studio - Diretor: Elizabeth Barret                                 |
| 2000 | The Corrs - Live at Lansdowne Road - Lançamento: 27 de novembro de 2000 - Gravadora: Warner Music Vision - Diretor: Nick Wickham, Ciarán Tanham        |
| 2001 | The Corrs - Live in London - Lançamento: 5 de novembro de 2001 - Gravadora: Warner Music Vision - Diretor: Hamish Hamilton                             |
| 2002 | Best of The Corrs - Lançamento: 2 de dezembro de 2002 - Gravadora: Warner Music Vision - Diretor: The Corrs                                            |
| 2005 | All the Way Home - A History of the Corrs - Lançamento: 14 de novembro de 2005 - Gravadora: Warner Music Vision - Diretor: Rob O'Connor, Ciarán Tanham |

## Videoclipes
| Ano  | Título                              | Diretor                | Produtor                      |
| ---- | ----------------------------------- | ---------------------- | ----------------------------- |
| 1995 | "Runaway"                           | Randee St. Nicholas    | Sharon Ullman                 |
| 1996 | "Forgiven, Not Forgotten"           | Mark Gerard            | Ulla Holler                   |
| 1996 | "The Right Time"                    | Kevin Bray             | Doug Friedman                 |
| 1996 | "Forgiven, Not Forgotten"           |                        | CT Productions                |
| 1996 | "Love to Love You"                  |                        |                               |
| 1997 | "Only When I Sleep"                 | Nigel Dick             | Nina Dluhy                    |
| 1997 | "I Never Loved You Anyway"          | Dani Jacobs            |                               |
| 1998 | "What Can I Do"                     | Catherine Finkenstaedt |                               |
| 1998 | "Dreams"                            | Dani Jacobs            | Phil Barnes                   |
| 1998 | "Dreams" (Todd Terry Mix)           | Dani Jacobs            | Phil Barnes                   |
| 1998 | "What Can I Do" (Tin Tin Out remix) |                        |                               |
| 1998 | "So Young" (K-Klass remix)          | Dani Jacobs            | Liz Miller                    |
| 1999 | "Runaway" (Tin Tin Out remix)       | Dani Jacobs            | Phil Barnes                   |
| 1999 | "Radio" (acústico)                  | Nick Wickham           | Emer Patten                   |
| 1999 | "Old Town"                          | Nick Wickham           | Emer Patten                   |
| 1999 | "At Your Side"                      | Nick Wickham           | Emer Patten                   |
| 2000 | "Breathless"                        |                        | N. Dluhy e J. Fried           |
| 2000 | "Irresistible"                      | Joseph Kahn            | Mary Ann Tanedo               |
| 2001 | "Una Noche" (com Alejandro Sanz)    | Nick Wickham           | Emer Patten                   |
| 2001 | "One Night"                         | Nick Wickham           | Emer Patten                   |
| 2001 | "All the Love in the World"         | Darren Grant           | Jil Hardin e Lanette Phillips |
| 2001 | "Would You Be Happier"              |                        |                               |
| 2002 | "When The Stars Go Blue"            | Hamish Hamilton        |                               |
| 2004 | "Summer Sunshine"                   | Kevin Godley           |                               |
| 2004 | "Angel"                             | Nigel Dick             |                               |
| 2004 | "Long Night"                        | Dani Jacobs            |                               |
| 2015 | "Bring on the Night"                |                        |                               |